# Wołodymyr Musolitin
Wołodymyr Mykołajowycz Musolitin (ukr. Володимир Миколайович Мусолітін, ros. Владимир Николаевич Мусолитин, Władimir Nikołajewicz Musolitin; ur. 11 marca 1973 w Odessie) – ukraiński piłkarz występujący na pozycji napastnika, trzykrotny reprezentant Ukrainy.

## Kariera klubowa
Wychowanek szkoły piłkarskiej Czornomorca Odessa. W latach 1991–1992 odbywał służbę wojskową w SKA Odessa. Potem występował w klubie ZS Orijana Kijów, który później zmienił nazwę na CSK ZSU Kijów. Latem 1993 roku przeszedł do Naftowyka Ochtyrka, a w następnym roku powrócił do Odessy, gdzie bronił barw najpierw SK Odessa, a potem Czornomorca. W 1998 został piłkarzem Worskły Połtawa. Po występach w CSKA Kijów w 2001 roku ponownie wrócił do Worskły. Następnie występował w klubach Krywbas Krzywy Róg i Metałurh Zaporoże. Karierę piłkarską zakończył w 2004 roku w zespole Dnister Owidiopol.

## Kariera reprezentacyjna
17 maja 2002 zadebiutował w reprezentacji Ukrainy w wygranym 2:0 meczu towarzyskim z Jugosławią, w którym strzelił gola. Łącznie rozegrał w drużynie narodowej 3 spotkania i strzelił 1 gola.

## Życie prywatne
Ojciec Mykoły Musolitina.

## Sukcesy
- wicemistrz Ukrainy: 1995, 1996